# Дубове насадження (Черкаська область)
Дубо́ве наса́дження — ботанічна пам'ятка природи місцевого значення в Україні. Об'єкт розташований на території Черкаського району Черкаської області, квартал 39 виділ 33 Свидівського лісництва, біля автошляху Р10 на ділянці Черкаси — Канів. 
Площа — 0,6 га, статус отриманий у 1972 році.